# 宾茨
宾茨是德国梅克伦堡-前波莫瑞州的一个市镇。总面积25.22平方公里，总人口5399人，其中男性2621人，女性2778人（2011年12月31日），人口密度214人/平方公里。